# 溴酸钇
溴酸钇是一种无机化合物，化学式为Y(BrO3)3。它可由硫酸钇和溴酸钡反应制得，反应生成的硫酸钡可以通过过滤除去。它的九水合物和其它稀土盐Ln(BrO3)3·9H2O同构，分子中存在扭曲的溴酸根，在100 K时，空间群为P63/mmc。